# Chamvres
Chamvres település Franciaországban, Yonne megyében. Lakosainak száma 656 fő (2022. január 1.). Chamvres Cézy, Béon, Joigny, Paroy-sur-Tholon és Montholon községekkel határos.

## Népesség
A település népességének változása:
| Lakosok száma | 675  | 661  | 677  | 657  | 660  | 659  | 658  | 657  | 656  |
|               | 2013 | 2015 | 2016 | 2017 | 2018 | 2019 | 2020 | 2021 | 2022 |